# مؤامرة اليورانيوم (فلم)
مؤامرة اليورانيوم (بالعبرية: Kesher Ha'Uranium‏)، (بالألمانية: Agenten kennen keine Tränen) or Restrisiko 100 ٪، (بالإيطالية: A chi tocca, tocca...!) هو فيلم إثارة إسرائيلي - ألماني عام 1978 من إخراج جيانفرانكو بالدانيللو (يُشار إليه هنا باسم فرانك جي كارول) ومناحيم جولان. 

## البطولة
- فابيو تيستي في دور رينزو
- جانيت اجرين في دور هيلجا
- عاصي ديان في دور دان
- سيغفريد راوخ مثل البارون
- عوديد كوتلر في دور ماير
- جياني ريزو في دور القبطان
- هربرت فو في دور أولريتش

## روابط خارجية
- مقالات تستعمل روابط فنية بلا صلة مع ويكي بيانات
- The Uranium Conspiracy on IMDb